# Liste der Biografien/Lani
Liste der Biografien |
Portal Biografien |
Personensuche
# |
A |
B |
C |
D |
E |
F |
G |
H |
I |
J |
K |
L |
M |
N |
O |
P |
Q |
R |
S |
T |
U |
V |
W |
X |
Y |
Z |
?
 
La |
Lb |
Lc |
Le |
Lg |
Lh |
Li |
Lj |
Ll |
Lm |
Lo |
Lp |
Lt |
Lu |
Lv |
Lw |
Lx |
Ly |
Lz
 
Laa |
Lab |
Lac |
Lad |
Lae–Lah |
Lai |
Laj |
Lak |
Lal |
Lam |
Lan |
Lao |
Lap |
Laq |
Lar |
Las |
Lat |
Lau |
Lav |
Law |
Lax |
Lay |
Laz
 
Lana |
Lanc |
Land |
Lane |
Lanf |
Lang |
Lanh |
Lani |
Lanj |
Lank |
Lanl |
Lanm |
Lann |
Lano |
Lanp |
Lanq |
Lanr |
Lans |
Lant |
Lanu |
Lanv |
Lanw |
Lanx |
Lany |
Lanz
Die Liste der Biografien führt alle Personen auf, die in der deutschsprachigen Wikipedia einen Artikel haben. Dieses ist eine Teilliste mit 51 Einträgen von Personen, deren Namen mit den Buchstaben „Lani“ beginnt.

## Lani
- Láni, Eliáš (1570–1618), slowakischer lutherischer Geistlicher und Dichter
- Láni, Juraj (1646–1701), slowakischer lutherischer Geistlicher und Dichter

### Lania
- Lania, Leo (1896–1961), Journalist und Schriftsteller
- Laniado, Carmel (* 2004), britisch-israelische Schauspielerin
- Laniado, Ehud Arye (1953–2019), belgisch-israelischer Milliardär und Diamantenhändler

### Lanic
- Lanicca, Ruben (1881–1965), Schweizer Politiker (DP)

### Lanie
- Laniel, Joseph (1889–1975), französischer Politiker (AD, PRL), Mitglied der Nationalversammlung
- Lanier, Bob (1925–2014), US-amerikanischer Politiker (Demokratische Partei)
- Lanier, Bob (1948–2022), US-amerikanischer Basketballspieler
- LaNier, Carlotta Walls (* 1942), US-amerikanische Aktivistin
- Lanier, Emilia (1569–1645), englische Dichterin
- Lanier, Jaron (* 1960), US-amerikanischer Autor und UnternehmerJaron Lanier (* 1960)

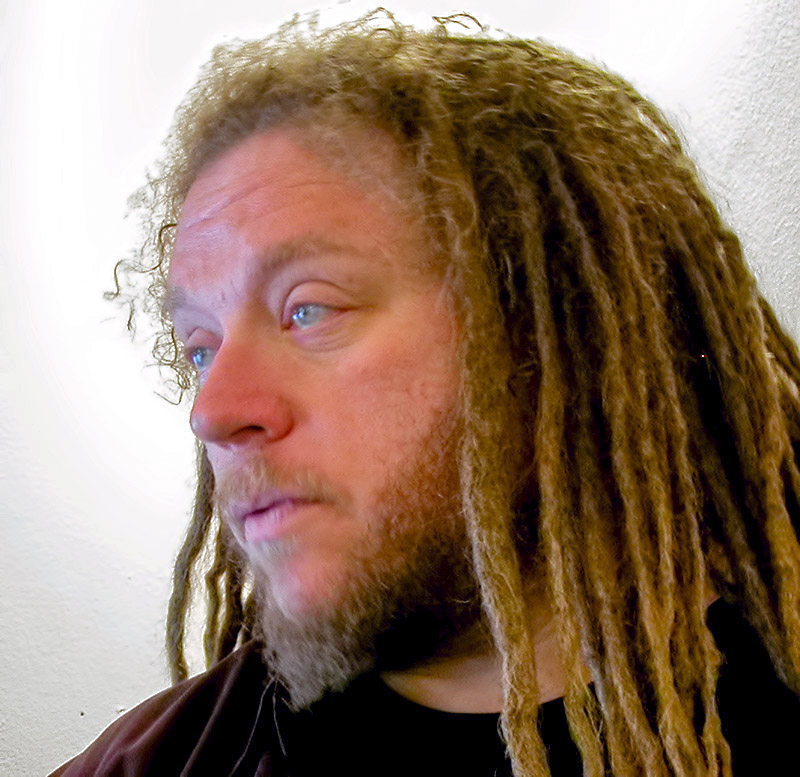
Jaron Lanier (* 1960)

- Lanier, Jerry P. (1952–2022), US-amerikanischer Botschafter
- Lanier, Jonas (* 1982), deutscher Eishockeyspieler
- Lanier, Lyle H. (1903–1988), US-amerikanischer Psychologe und Hochschullehrer
- Lanier, Nicholas, englischer Komponist, Sänger, Lautenist und Maler
- Lanier, Sidney (1842–1881), US-amerikanischer Dichter und Musiker
- Lanier, Sterling E. (1927–2007), US-amerikanischer Autor und Verleger
- Lanier, Willie (* 1945), US-amerikanischer American-Football-Spieler
- Łaniewska, Katarzyna (1933–2020), polnische Schauspielerin

### Lanig
- Lanig, Axel (* 1944), deutscher Skirennläufer
- Lanig, Evi (* 1933), deutsche Skirennläuferin
- Lanig, Hanspeter (1935–2022), deutscher Skirennläufer
- Lanig, Martin (* 1984), deutscher FußballspielerMartin Lanig (* 1984)

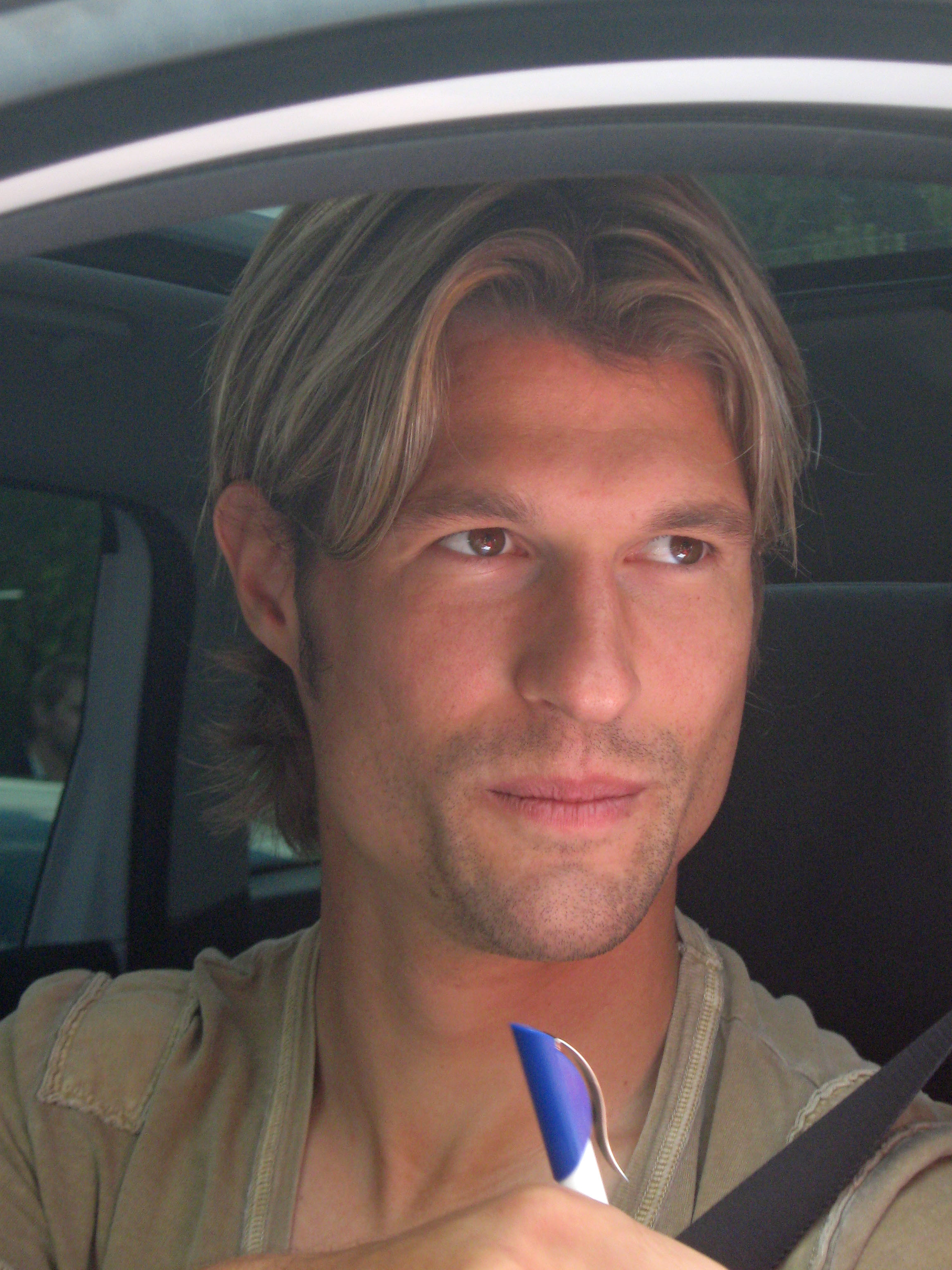
Martin Lanig (* 1984)

- Lanig, Peter (* 1966), deutscher Freestyle-Skier
- Lanigan, Bill (* 1947), US-amerikanischer Eisschnellläufer
- Lanigan, Jim (1902–1983), US-amerikanischer Jazz-Bassist des Chicago-Jazz
- Lanigan, Sean (* 1967), englischer Snookerspieler
- Lanigan, William (1820–1900), irischer Geistlicher, römisch-katholischer Bischof

### Lanii
- Laniia (* 1997), deutsche Sängerin

### Lanik
- Lanik, Franz (1915–1993), österreichischer Politiker (SPÖ), Vorarlberger Landtagsabgeordneter
- Lanik, Tina (* 1974), deutsche Theaterregisseurin
- Lanike, Amme Alexanders des Großen

### Lanin
- Lanin, Iwan Jurjewitsch (* 1992), russischer Skispringer
- Lanin, Sam (1891–1977), russisch-amerikanischer Musiker und Dirigent des frühen Jazz
- Lanina, Alina (* 1989), russische Schauspielerin
- Laning, Edward (1906–1981), US-amerikanischer Maler und Wandmaler
- Laning, Harris (1873–1941), US-amerikanischer Militär, Konteradmiral der United States Navy
- Laning, J. Ford (1853–1941), US-amerikanischer Politiker
- Laning, Mary Fife (1900–1990), amerikanische Malerin
- Laningham, Scott (1959–2021), US-amerikanischer Jazzmusiker (Schlagzeug) und Songwriter
- Lanino, Bernardino, italienischer Maler der italienischen Renaissance

### Lanip
- Lanipekun, Alex (* 1981), britischer Schauspieler

### Lanir
- Lanir, Inbar (* 2000), israelische Judoka

### Lanis
- Lanišek, Andrej (* 1957), jugoslawischer Biathlet
- Lanišek, Anže (* 1996), slowenischer SkispringerAnže Lanišek (* 1996)

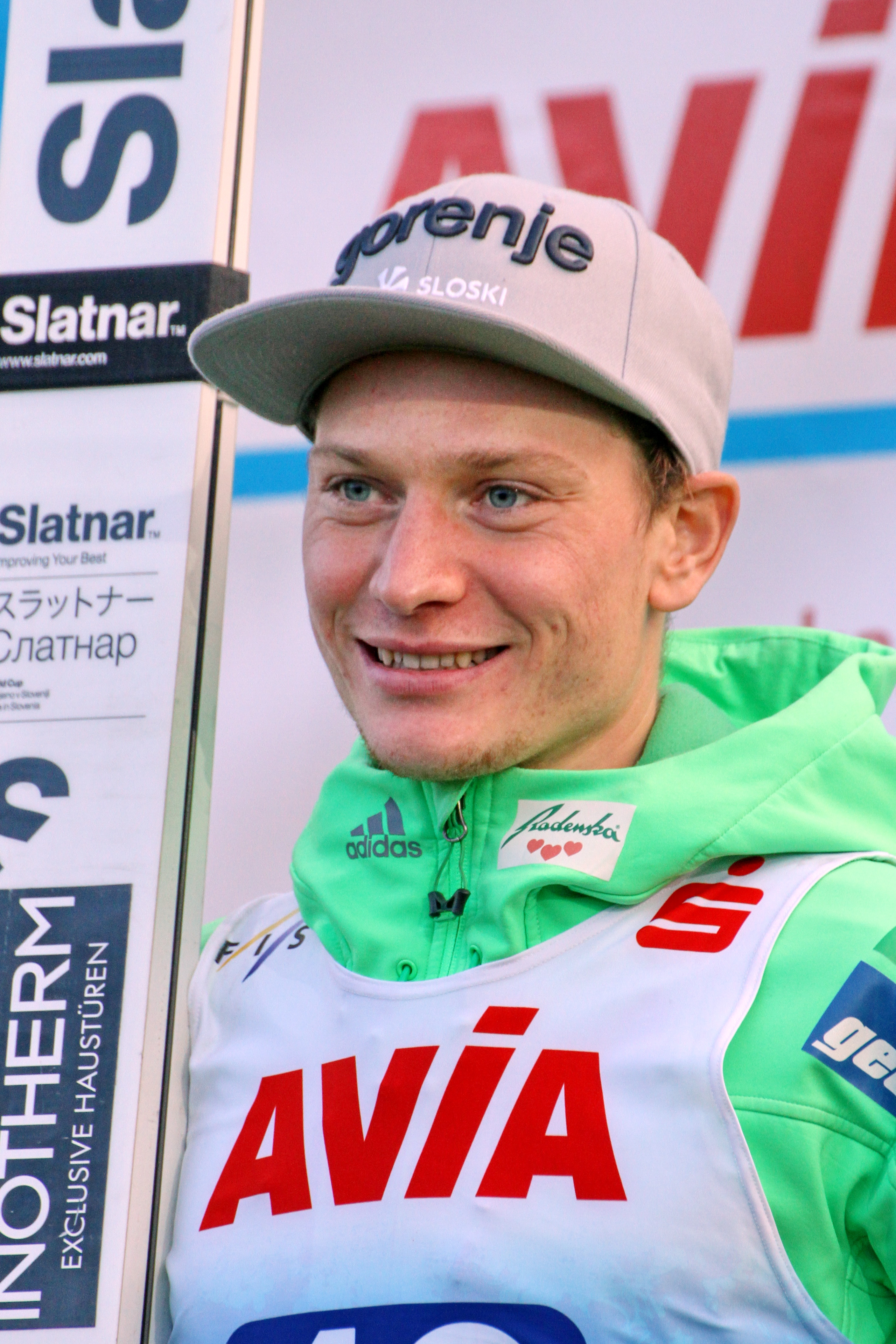
Anže Lanišek (* 1996)

### Lanit
- Lanitou-Kavounidou, Domnitsa (1914–2011), zypriotisch-griechische Leichtathletin
- Lanitzki, Günter (* 1930), deutscher Journalist und Sachbuchautor

### Laniu
- Lanius, Dominik (* 1997), deutscher Fußballspieler
- Lanius, Frida (1865–1929), deutsche Theaterschauspielerin
- Lanius, Karl (1927–2010), deutscher Physiker